# Thereva singula
Thereva singula är en tvåvingeart som först beskrevs av Walker 1848.  Thereva singula ingår i släktet Thereva och familjen stilettflugor. Inga underarter finns listade i Catalogue of Life.